# Мин Юнлъ
Император Юнлъ, срещан в литературата и като Юнг Ло (2 май 1360 – 12 август 1424) е третият от китайската императорска династия Мин и управлява от 1402 до 1424 г. Неговото име Юнлъ означава „Вечно Щастие“.
Той премества столицата от Нанкин в Пекин, където тя остава през следващите поколения и до днес и изгражда там Забранения град. След изоставянето и разрушаването на големия канал на Китай по времето на династията Юен и управлението на император Хонгу, Юнлъ се заема с възстановяването и повторното му пускане в действие, за да осигури новата северна столица с постоянен поток от стоки и храни от юга. Той възлага различни изследователски морски пътешествия. По негово време е завършена „Енциклопедия на Юнг Ло“. Макар че неговият баща император Хонгу отбягвал да го направи, Юнлъ завършва системата от имперски изпити за заемане на обществени длъжности, вместо простото назначаване и представяне на препоръки.

## Управление
Юнлъ следва ритуалите по задължение, но не отдава голямо внимание на дворцовия си лукс. Вместо това той се опира на будизма както за да преодолее закостенялостта на китайското общество, така и да успокои социални и племенни вълнения. Освен това той внимателно подбира и кани в двореца най-добрите учени на своето време за да възроди изморената си от бунтове империя. Той възлага на своя „Велик Секретар“ да напише книга обхващаща всяка тема и всяка известна книга на Китай и след продължителен труд резултатът е „Енциклопедията на Юнг Ло“, която и до днес се смята за едно от най-невероятните човешки постижения в историята макар с времето оригиналът да е изгубен.

### Императорът и Кармапа
През 1403 г. императорът след като получава видение на Авалокитешвара изпраща покана до Дешин Шегпа – пети Гялва Кармапа, глава на школата Карма Кагю на тибетския Будизъм. След дълго пътуване Кармапа Дешин Шегпа, яздейки слон пристига в императорския дворец в Нанкин на 10 април 1407 г. приветстван от десетки хиляди монаси. Той убеждава императора, че различните религии и различните школи са подходящи за различни хора и няма да е полезно някоя от тях да бъде налагана като единствена. Кармапа е приет с изключителни почести и дава учения и посвещения за императора и семейството му. Юнлъ го дарява със 700 мери сребро и титлата „Скъпоценен Духовен Крал, Великият Любящ на Запада, Могъщ Буда на Мира.
Освен връзката учител – ученик императорът искал да установи с Кармапа съюз, подобен на този между владетелите на династията Юен (1277 – 1367) с школата Сакя. Той също предлага да изпрати армия в и да обедини Тибет под властта на Кармапа, нещо което Дешин Шегпа не приема.